# De likeurdrinksters
De likeurdrinksters is een schilderij van de Vlaamse kunstschilder Gustave Van de Woestyne uitgevoerd in olieverf op doek. Het schilderij uit 1922 behoort tot de collectie van het Koninklijk Museum voor Schone Kunsten Antwerpen en is een van de topstukken binnen het oeuvre van de kunstenaar.

## Beschrijving
De likeurdrinksters is een voorbeeld van de expressionistische schilderstijl die het werk van Van de Woestyne in de periode rond 1920 typeert. In het schilderij beeldt de kunstenaar zichzelf in profiel uit met palet en penseel en in donker kostuum. Zijn houding doet denken aan antieke Egyptische afbeeldingen.
Hij lijkt in het gezelschap te zijn van twee likeurdrinksters in pastelkleurige jurken. Pas wanneer je wat langer kijkt merk je de schilderijlijst op die de meisjes van de kunstenaar scheidt.  De twee meisjes, waarvan rechts Maria, de dochter van Valerius de Saedeleer, lijken ongeveer even oud en van hetzelfde type. Eigenlijk is het schilderij al voltooid, maar de kunstenaar kan er zich nog niet van losmaken.
Gustave van de Woestyne speelt met perspectief – er is geen ruimte tussen de schilder en zijn schilderij – en met vormen zoals de kubisten te Parijs deden.